# 珠海公交90路线
珠海公交90路线是中国广东省珠海市内的一条公共汽车路线，往返于香洲与洪湾渔港，由珠海公交巴士有限公司营运。

## 线路简介
- 本线路由香洲开往洪湾渔港，中途停靠“凤凰北”、“百货公司”、“柠溪”、“前山”、“城轨前山站”、“华发新城”、“南屏街口”、“均昌”等8站，票价1元，每30-60分钟一班，以5台广客GTZ6127BEVB和广客GTZ6129BEVB1运营。

- 本线路是珠海第一条以及唯一一条24小时营运线路[1]。

## 线路历史
1. 珠海公交90路最早可追溯到2019年5月1日开通的Z57支线（洪湾渔港环线）[2]。2019年8月12日，由于香洲渔港搬迁后原有渔船分流至洪湾中心渔港，珠海公交巴士公司开通了洪湾渔港专线，以作为洪湾中心渔港的配套服务，同时停开线路走向相似的Z57路（洪湾渔港环线）[3]。
2. 2020年1月29日，受新冠肺炎疫情影响，本线路服务时间临时调整为：香洲6:35-21:55，洪湾渔港6:30-21:30[4]。
3. 2020年4月28日，洪湾渔港专线编号更名为90路，并增加“香宁花园”、“华发新城”两站[5]。

## 停靠站点
| 90路 香洲 ←→ 洪湾渔港 |                  |          |
| 上行编号              | 站名             | 下行编号 |
| 1                     | 香洲             | 10       |
| 2                     | 凤凰北           | 9        |
| 3                     | 百货公司         | 8        |
| 4                     | 香宁花园         | 7        |
| 5                     | 前山             | 6        |
| 6                     | 城轨前山站       | 5        |
| 7                     | 华发新城         | 4        |
| 8                     | 南屏街口         | 3        |
| 9                     | 均昌（奔图科技） | 2        |
| 10                    | 洪湾渔港         | 1        |